# 歯茎側面吸着音
歯茎側面吸着音（しけい そくめん きゅうちゃくおん）は、子音のひとつ。
国際音声記号では双柱[ǁ]で表わされる。かつては[ʖ]が用いられていたが、1989年に取り消された。

## 概要
歯茎側面吸着音の発音は歯吸着音のものに類似しているが、舌の側面の、奥歯に接している部分を下げることで開放する。
国際音声記号の表では「歯茎側面吸着音」と呼んでいるが、実際には閉鎖は歯茎だけでなく歯や後部歯茎も使われる。
西ヨーロッパでは非言語音として、馬を走りださせるためにこの音を用いる。
吸着音は本質的に軟口蓋音または口蓋垂音との二重調音であり、国際音声記号では[k͡ǁ]のように書くか、あるいはタイを省略して[kǁ]のように書くことができる。同様に帯気音は[kǁʰ]、有声音は[ɡǁ]、鼻音は[ŋǁ]のように書かれる。
ズールー語およびコサ語の正書法では「x」と書かれる（xh [kǁʰ], gx [ɡǁ], nx [ŋǁ]）。コサ語の言語名「Xhosa」[kǁʰoːsa]にも使われている。

## 言語例
- ズールー語：isinxele [ìsìŋǁéːlè] 「左手」[6]
- コサ語：ukuxhoba [ukúkǁoɓa] 「武装する」[5][7]
- ナマ語：[kǁaros] 「文章」、[kǁʰoas] 「打つ」、[ŋ̥ǁʰaos] 「料理する場所」、[ŋǁaes] 「向けること」、[kǁˀaos] 「贈り物を断わる」[8]。